# Valdepeñas

Valdepeñas DO.

Valdepeñas (uttalas -p'enjas) är kontrollerad ursprungsbeteckning (D.O.) för vin från en region runt staden med samma namn i provinsen Ciudad Real i Kastilien-La Mancha, ungefär 200 kilometer söder om Madrid.
År 2012 såldes 531'000 hl vin.

## Geografi och klimat
Staden Valdepeñas är belägen 720 meter över havet. Regionen ligger på en högslätt med soligt och torrt inlandsklimat. Temperaturen varierar mellan +40°C och -10°C.

## Viner
Ungefär 80% av det producerade vinet är rött. Tillåtna druvor är Tempranillo, Grenache, Cabernet Sauvignon, Merlot och Petit Verdot. Mycket av detta vin är avsett att drickas ungt. Hugh Johnson beskriver det 1971 som: starkt (ca. 13%), lätt i smaken och inte oangenämt. 
I Sverige säljs ofta fatlagrade Crianza och Reserva med medelhög fyllighet.
Dessutom produceras vita viner.